# 近距离治疗
近距离治疗（取自希腊語「brachys」一词，意思是“短距离”），也称作内照射放疗、密封源式放射治疗、镭疗法或内部镭疗法，是放射治疗的一种形式，即将放射源放置于需要治疗的部位内部或附近。近距离放射治疗被广泛应用于宫颈癌、前列腺癌、乳腺癌，食道癌和皮肤癌，也同样适用于许多其他部位的肿瘤治疗。
近距离放疗可单独进行或与其他疗法，如外科手术、外照射放疗和化疗结合。
不同于外照射放疗，即高能量的X射线从体外照射肿瘤。近距离放疗是将放射源准确地放置于癌变肿瘤的区域。
近距离放疗最大的特点是：照射只影响到放射源周围十分有限的区域。因而，可减小距离放射源较远的正常组织受到的照射量。此外，在治疗过程中，如果病人或体内的肿瘤发生移动，放射源因為事由機器控制，而且是再固定的管道中，所以能保持相对于肿瘤的正确位置。近距离治疗的这些特色使其具备了外照射无法企及的多种优点——肿瘤可以接受局部高剂量治疗，同时周围的健康组织所获得的不必要的损伤也大大降低。
同其他放射治疗技术相比，近距离治疗的疗程更短，有助于降低在每次治疗间隙存活癌细胞分裂与生长的概率。 与外照射治疗相比，患者可以减少来院就医的次数。治疗通常是以门诊的形式进行，为患者提供了更加直接、便捷的就医方式。 近距离治疗的这些特点保证了大多数患者对近距离放疗良好的耐受性。 
近距离放疗可有效治疗多种类型的癌症。治疗结果表明，近距离治疗的治愈率与手术或外照射相近。当这些技术相结合时，治愈率更高。 另外，近距离治疗产生副作用的风险更低。

## 历史
近距离放射治疗的历史可以追溯到1901年（1896年贝克勒尔发现放射性元素不久）。当时皮埃尔·居里（Pierre Curie） 向亨利亚历山大·当洛（Henri-Alexandre Danlos）提议可以将放射源植入肿瘤，
放射源的照射可使肿瘤缩小。 同一时期，亚历山大·格雷厄姆·贝尔（Alexander Graham Bell）也提出了放射源的这一应用方式。 在二十世纪初，巴黎居里研究所的当洛及纽约圣路加纪念医院的罗伯特·阿贝（Robert Abbe）率先开始应用近距离治疗技术。
近距离治疗兴起之初，在欧洲及美国产生不小的反响。但到二十世纪中叶，由于放射源的手工操作会对操作者造成有害的照射，近距离治疗的利用率逐渐下滑。 
然而，随着远程后装系统的发展，治疗时放射源从一个带屏蔽的储源罐中进出。以及在20世纪50年代和60年代新放射源的应用，使得操作者及患者接收有害照射的风险大大降低。
随着三维成像技术、计算机化的治疗计划系统和治疗设备的最新进展，近距离治疗成为一种安全、有效的治疗方式，可适用于多种癌症类型。

## 类型
界定不同类型的近距离治疗，可依据：
1. 治疗靶区放射源的放置方式
2. 肿瘤接受到的剂量率或“强度”
3. 剂量照射的持续时间

### 放射源的放置方式
根据放射源的放置方式，近距离治疗可分为两大类型：组织间插植式和接触式。
- 组织间插植近距离治疗，放射源被直接放置于靶区组织内，如前列腺或乳腺。[6]

- 接触式近距离治疗是将放射源放置于靠近靶区组织的空间。[6]这个空间可以是体内的空腔（腔内近距离治疗）如：宫颈、子宫或阴道；体内管腔（管腔内近距离治疗）如：气管 、食管；或外部（敷贴式近距离治疗） 如：皮肤。[6] 放射源也可放置于血管中（血管内近距离治疗）治疗冠状动脉支架内再狭窄疾病[23]。

### 剂量率
近距离治疗的剂量率指的是放射源对周围媒介的照射剂量的水平或“强度”，并以戈瑞每小时（Gy/h）来表示。
- 低剂量率（LDR）近距离放疗是指植入的放射源的照射剂量率在2 Gy/hr之内。[24] 低剂量率的近距离治疗通常适用于口腔癌，[25] 咽癌，[25] 肉瘤[26] and 前列腺癌[2][27]

- 中剂量率（MDR）近距离放疗的特点是应用中等剂量率的放射源进行治疗，剂量率范围为2 Gy/hr至12 Gy/hr。[24]

- 高剂量率（HDR）近距离放疗是指剂量率超过12 Gy/hr的情况。[24] 高剂量率近距离治疗最常见的治疗部位包括：子宫颈、[1] 食道、[28] 肺,[29]乳腺[3]與前列腺。[2] 多数高剂量率治疗是以门诊的形式进行，但也会因为治疗身体部位的不同而有所变化。[30]

- 脉冲式剂量率（PDR）近距离放疗包括短时脉冲式照射。通常每次治疗一小时，以模拟低剂量率治疗的总剂量率及疗效。脉冲式近距离治疗通常可治疗妇科[1] 及头颈部肿瘤。[25]

### 剂量照射的持续时间
放射源在靶区的放置方式，分为短期和永久。
- 短期近距离治疗是指在放射源撤回前停留一段固定的时间（一般是几分钟或几小时）。[6] 具体的治疗时间长短受许多因素影响，包括治疗剂量率、肿瘤的类型、大小、位置。对于低剂量率及脉冲式剂量率近距离放疗，放射源通常要在治疗部位停留时间达24小时，但高剂量率近距离放疗，治疗时常通常只有几分钟。[31]

- 永久性近距离治疗， 也称为粒子植入，是指将小的低剂量率放射性粒子或小球（大约为米粒的大小）植入肿瘤或治疗位置，永久的留在体内，放射性逐渐衰减。几周或几月后，放射源放出的放射性水平会趋近于零。不具有放射性的粒子将永久留在治疗部位，不再具有任何作用。[32] 永久性近距离治疗大多用于前列腺癌的治疗.[27]

## 临床应用

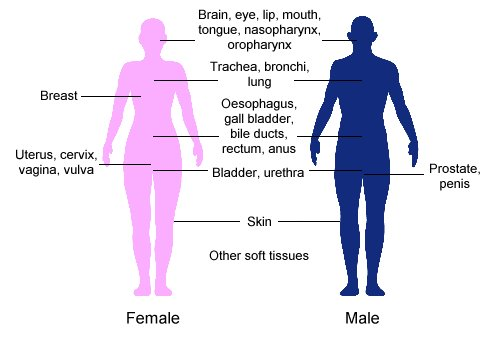
可使用近距离放疗治疗癌症的身体部位

近距离治疗常用于治疗癌症的身体部位：宫颈、前列腺、乳腺，食道與皮肤。
近距离治疗还可用于治疗以下部位的癌症： 脑,、眼、头颈（唇、口底、舌、鼻咽及口咽）、呼吸道（气管與支气管）、 消化道（食道、胆囊、胆管、直肠、肛门）、泌尿道（膀胱、尿道、阴茎）、女性生殖器官（子宫、阴道、阴户）和软组织。
由于放射源可以被精确地放置于肿瘤治疗的部位，近距离治疗可实现局部高剂量放疗。此外，由于放射源可以被准确地放置于肿瘤靶区中或临近位置，在患者移动或体内肿瘤运动时，放射源与肿瘤的相对位置可保持不变。因此，放射源可以在靶区内保持准备的定位。这一特点使得临床医师可以获得很高的剂量适形度——保证整个肿瘤获得最佳的照射剂量，同时减少肿瘤周围健康组织、器官和结构的损伤的风险， 进而提高治愈和保留器官功能的可能性。
相对于外照射放疗，使用高剂量率近距离治疗可缩短整个治疗时间。
一般情况下，接受近距离治疗的患者相对于外照射治疗到医院就医的次数更少，可在更短的时间完成整个放疗过程。
许多近距离治疗都是以门诊的方式进行，这为需要上班、老年患者、或居住在距治疗中心较远的患者提供了便利，保证了他们有条件接受治疗并完成治疗计划。同时，更短的治疗时间及门诊就医的方式也提高了放疗科室的效率。
对于肿瘤较小或局部晚期肿瘤、肿瘤没有转移（没有扩散至其他的身体部位）的病人，近距离治疗可达到治愈癌症的目的。对于适当选择的病例，近距离治疗原发性肿瘤与手术治疗的方式所达到的疗效近似，可获得相同的治愈率，所产生的副作用也类似。
但是，对于局部晚期肿瘤，手术通常难以取得很好的治愈率，有时候技术上也难以实施。对于这些病例，包括近距离治疗在内的放射治疗是唯一有可能治愈肿瘤的方式。
对于更加晚期的肿瘤，近距离治疗可作为姑息疗法，缓解疼痛及出血症状。
对于肿瘤的位置不容易接触到或肿瘤体积过大，很难达到对治疗区域进行理想照射的病例，近距离治疗可与其他治疗方式相结合，如外照射放疗和/或手术。 近距离治疗单独结合化疗的治疗方式是很少用到的。

### 子宫颈癌
近距离放疗常用于治疗早期或局部受控的宫颈癌，在许多国家是一种标准的治疗方式。
子宫颈癌可接受低剂量率、脉冲式或高剂量率近距离治疗。
近距离治疗与外照射结合，比单独接受外照射放疗的效果更好。
近距离治疗的精确性使得子宫颈可获得高剂量的靶向照射，同时最大程度降低对于邻近组织及器官的照射。
低剂量率，脉冲式剂量率及高剂量率治疗的无病生存率和带病生存是相似的。
但是，高剂量率治疗的最大优势在于可以门诊形式进行治疗，治疗时间短， 为许多患者提供了便利。

### 前列腺癌
近距离放疗治疗前列腺癌症可以有两种方式：永久性低剂量率粒子植入，或短时性高剂量率近距离治疗。
永久性粒子植入适用于局部肿瘤及预后良好的患者，
对于预防癌症复发，是一种行之有效的治疗方式。生存率与外照射或手术（根除式前列腺切除术）类似，但阳痿或大小便失禁等副作用更低。治疗可以很快完成，患者一般在治疗的当天就可回家，1-2天后即可回归正常生活。
与手术切除前列腺相比，永久性粒子植入是一种危害性更小的治疗手段。
短时性高剂量率近距离治疗是治疗前列腺癌的一种新方式，目前还不如粒子植入常见。它更多的用于为外照射提供剂量补充（也称作“推量”治疗），因为它提供了另外一种方式，既可使前列腺内的肿瘤获得适形的高剂量，又避免邻近组织接受不必要的照射。
高剂量率近距离治疗用于前列腺癌的推量治疗，意味着外照射治疗的疗程要比单独外照射更短。

### 食道癌
由於食道癌患者發現時多已為中晚期，存活率低，近距离放疗可提高放射劑量，及局部復發控制的能力，精準的將劑量傳送到食道腫瘤區域，一般分為治療性治療和緩和治療。治療性治療主要針對早期食道癌，或是在接受體外照射放療後，對殘餘的腫瘤再進行近距離放射，可避免附近組織接受不必要的劑量。緩和性治療則可減緩食道狹窄而造成吞嚥困難、疼痛的問題，並能提升對局部復發的控制，可改善患者生存率。
食道癌近距离放疗過程，須採用適當的置放器或導管裝置，目前有加粗直徑的導管或是於導管上新增一可膨脹裝置，因食道組織富含肌肉，具有強烈的收縮能力，置放器或導管可有效擴張食道，使放射源在管腔內不會接觸到食道壁。醫生在進行近距離治療時，會將置放器或導管放入患者食道部位，並用影像確定腫瘤位置，再連接後荷式治療機，將適當的計量傳送到治療區域。
近距離治療是一種有效的治療方式，治療時間短，降低副作用，造福許多食道癌患者。

### 乳腺癌
对于接受过乳房肿瘤切除术或是乳房切除术的女性，放射治疗是一种标准的治疗方式，是保乳治疗不可缺少的一部分。
近距离治疗可用于手术后，化疗前，或对晚期癌症进行姑息治疗。近距离放疗治疗乳腺癌常以高剂量率短时性的治疗方式进行。术后，乳腺近距离治疗可作为一种补量治疗方式，在全乳外照射之后进行。
近期，在APBI（加速部分乳腺照射）技术中，开始应用单独的近距离治疗，仅将剂量输送到肿瘤原发位置的周围。
相比于外照射放疗，乳腺近距离治疗的主要优势在于可以准确的高剂量照射肿瘤，同时避开健康的乳腺组织及其下部的结构，如肋骨和肺部。 APBI一般可在一周时间内完成整个疗程。近距离治疗相对于外照射来说，治疗时间更短（外照射需要患者1-2月的治疗时间，频繁到医院就医）。近距离治疗这一优势，对于需要工作的女性、年老或居住地距离治疗中心较远的女性至关重要，使其也可以从保乳治疗获益。治疗结束后随访的6年时间，乳腺癌近距离治疗已经被证实具有良好的局部控制率。一项针对APBI与外照射的治疗后10年期医疗成效对比的研究正在进行中。 
乳腺癌近距离治疗分为两种方式：
- 乳腺癌组织间插植近距离治疗应用多根插植导管
- 乳腺癌腔内近距离治疗应用球囊导管

乳腺癌组织间插植近距离治疗是将多根柔性塑料导管置于乳腺组织，并短时间停留。通过精确的定位，以获得对治疗区域的优化照射，同时避开临近的乳腺组织。导管与后装机连接，将制定的照射剂量传输到治疗区域。乳腺癌组织间插植近距离治疗可用于外照射治疗后的补量，或作为APBI的治疗方式。
乳腺癌腔内近距离治疗（也称作“球囊式近距离治疗”）是将单独的导管放置于肿瘤切除后 （乳房肿瘤切除术）留下的空腔内。 导管可在术中或术后插入。  通过导管，空腔内的球囊被充满气。于是导管与后装机相连， 将照射剂量通过导管传输到球囊中。当前，乳腺癌腔内近距离治疗仅作为APBI的一种常规治疗方式。
除此之外，还有一些乳腺癌近距离治疗装置，将组织间和腔内治疗的特点相结合（如：SAVI）。这些装置具有多根治疗导管，但仅通过单一入口进入乳腺，研究表明应用多根导管有利于医生更精确的照射靶区。

### 皮肤癌
高剂量率近距离治疗对于非黑素瘤的皮肤癌，如基底细胞癌和鳞状细胞癌，提供了手术治疗以外的另一种治疗方式。尤其适用于鼻、耳、眼睑或唇等，进行手术会导致毁容或需要大面积重建的部位。可借助多种施源器，保证放射源与皮肤的近距离接触，与皮肤的曲面适形，并可有助于优化照射剂量的精确传输。
皮肤癌近距离治疗具有良好的美容效果及临床效能； 随访5年的研究显示近距离治疗对于局部控制十分有效，与外照射治疗效果相似。治疗时间一般较短，为患者提供便利。
在未来，近距离治疗很有可能成为皮肤癌的标准化治疗方式。

### 其他应用
近距离放疗可用于冠状动脉支架再狭窄的治疗，放射源通过置于血管内的传输导管进出。
目前，医师正在尝试利用这种疗法治疗外部脉管狭窄 或心房颤动。

## 副作用
因近距离治疗引起的急性、次急性或长期的副作用，其发生概率与肿瘤的位置及近距离治疗的类型有关。

### 急性
近距离治疗引发的急性副作用包括局部淤血，肿胀，流血，插植部位流脓或不适。这些症状通常在治疗完成的几天之内就会缓解。
患者可能在治疗后短期内感到身体疲惫。
近距离治疗宫颈癌或前列腺癌可导致急性或暂时性尿路症状，如排尿困难、大小便失禁或排尿疼痛（尿痛）。
也可能发生短暂性肠道运动增加、腹泻、便秘或直肠少量出血。急性和次急性副作用通常在几天或几周内缓解。对于前列腺癌永久性粒子植入近距离治疗，也有少量病例，可能出现一些粒子从治疗区域转移到膀胱或尿道，通过尿液排出。
在治疗结束的几周内，近距离治疗皮肤癌可能会引起治疗区域周围皮肤表层脱落（脱离），这种情况通常可在5-8周内康复。如果癌症位于唇部，可能会引起溃疡，但通常4-6周后就可缓解。
近距离治疗引发的急性副作用，大多数情况可通过药物或改变饮食进行调整，治疗完成后很快消失（通常是几周）。高剂量率近距离治疗的急性副作用大体上与外照射类似。

### 长期
对于少部分人群，近距离治疗可能会因临近组织或器官的损伤导致长期的副作用。长期副作用通常是轻微、适度的。例如：宫颈癌或前列腺癌的近距离治疗可能会导致泌尿或消化道的问题，可能需要长期的调理。
前列腺癌的近距离治疗可能会导致勃起功能障碍，发生的概率约为15-30%。但是，发生此副作用的风险与患者的年龄（老年患者比年轻患者的风险更大）及治疗前勃起功能的水平都有关系。对于确实有勃起功能障碍的患者，大部分患者可以通过药物治疗，如伟哥。重要的是，相比根治性前列腺切除术，近距离治疗导致勃起功能障碍的风险要低。
乳腺癌或皮肤癌的近距离治疗可能会引起治疗区域附近产生疤痕组织。乳腺癌的近距离治疗病例中，由于脂肪酸进入乳腺组织可能会导致脂肪坏死，从而使得乳房组织肿胀和变软。乳腺脂肪坏死属于良性症状，一般会在治疗后的4-12个月出现，大概会影响2%的患者。

## 周围的安全
患者经常会询问在接受近距离治疗后，对于周围的家人和朋友，他们是否需要特殊的安全防范措施。如果是短期近距离放疗，治疗结束后，没有放射源存留在体内。因此对于周围亲近的朋友或家人是没有放射性危险的。
如果是永久性近距离治疗，低剂量放射源（粒子）在治疗后仍然停留在人体内-辐射水平很低，并且随着时间减小。此外，辐射只会影响放射源（接受治疗的肿瘤）附近几毫米的组织。为了安全起见，部分接受永久性近距离治疗的患者会被告知在治疗后的短期内，不要近距离接触小孩或怀孕妇女。放疗医生或护士会告知患者需要注意的事项，以及需要注意多长时间。

## 治疗流程

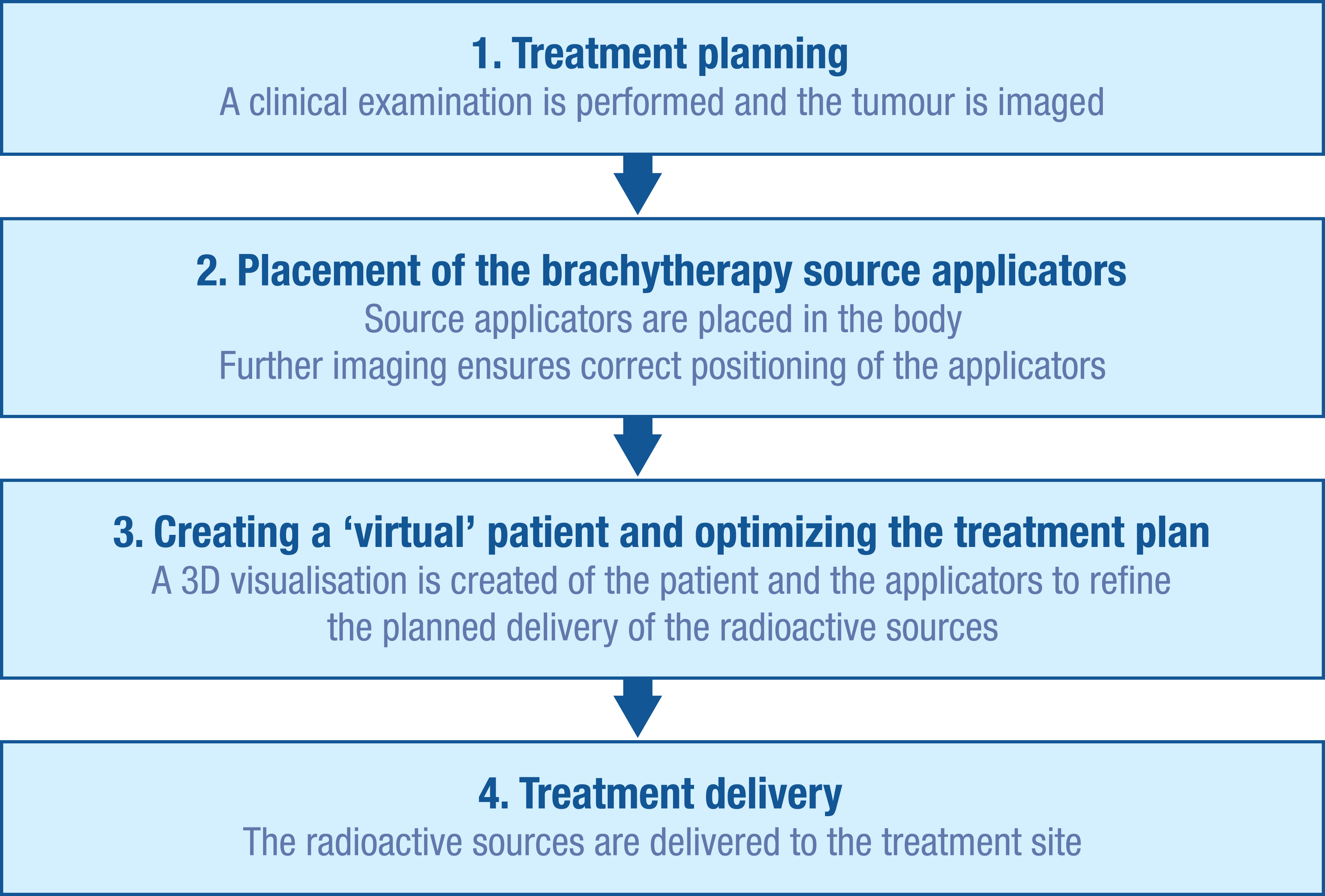
典型的近距离治疗流程
。

### 初始计划
为保证准确的计划近距离治疗流程，了解肿瘤的性质，需要进行全面的临床检查。除此之外，还需要借助一些成像设备查看肿瘤的形状和大小，及其相对于临近组织及器官的位置关系。这些成像设备包括：X光机、超声、计算机断层扫描（CT或CAT）及核磁共振成像（MRI）。获得的影像可用于肿瘤及临近组织的三维模拟成像。
借助这些信息，可确定优化的放射源分布，其中包括放射源的载体——施源器（用于将放射源输送到治疗部位）的放置方式和位置。施源器不具有放射性，常见的是插植针或塑料导管。依据治疗癌症的种类和靶区肿瘤的性质，选择合适的施源器类型 。
初始计划可以避免治疗中出现 “冷点”（过低辐射）及“热点”（过高辐射），他们分别会影响治疗失败及副作用。

### 施源器的插入与成像
在放射源输送到肿瘤部位之前，施源器必须按照初始计划，插入体内并正确定位。
多种成像技术，如X射线、荧光透视和超声，常用于引导施源器的正确定位，及进一步优化治疗计划。也可使用CAT扫描及核磁成像MRI。施源器置入体内后，通过缝合线或胶布将其固定在皮肤上，防止移动。确认施源器处于正确位置后，可进行进一步成像，制定具体的治疗计划。

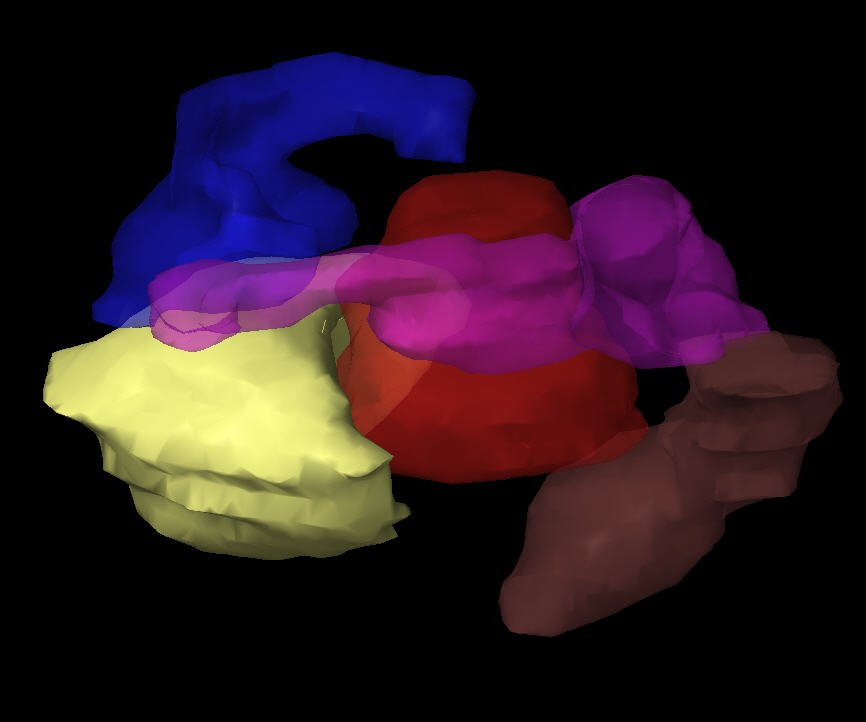
通过创建“虚拟”病人来制定近距离治疗计划。

### 创建虚拟病人
包含施源器的病人图像导入治疗计划系统后，患者被转移到专用的带屏蔽的治疗机房。治疗计划系统可将多张治疗部位的二维图像转化成三维“虚拟病人”图像，由此可以确定施源器的位置。在“虚拟病人”图像上的施源器、治疗部位及周围健康组织三者的空间位置关系，与真实患者体内的关系是一致的。

### 优化照射计划

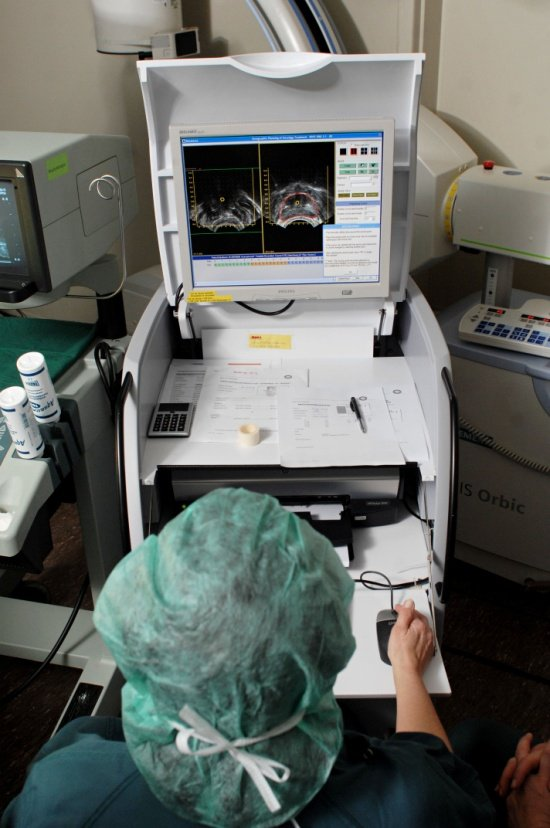
近距离治疗过程中进一步完善治疗计划

治疗计划系统可以将虚拟放射源放置在虚拟病人的体内，进而确定组织间或腔内施源器内的放射源在时间与空间上的最优分布。软件可以用图形表示出辐射的分布。引导放射治疗医师们进一步优化放射源分布，从而保证在实际剂量传输前，治疗计划与每位患者的解剖结构相适应。这种方法有时被称作“剂量图”。

### 治疗实施
近距离治疗所用的放射源通常密封在一个非放射性的球囊中。放射源可以手动输送，但更常见的是通过一种技术来输送，被称作“后装”。
由于对临床医生有辐射风险，手动实施近距离治疗仅限于一些低剂量的应用。
与之相反，后装包括将非放射性施源器精确放置于治疗部分，然后再装入放射源。在手动后装治疗中，由操作人员将放射源输送到施源器中。
远程后装治疗系统可以将放射源安放在带屏蔽的保险罐中，为后装操作人员提供辐射防护。施源器在病人体内正确定位后，通过一系列的连接导管与后装机（载有放射源）连接。后装机按照导入的治疗计划， 控制放射源通过连接导管到达施源器内预先设定的位置。这一过程完全是在治疗医师远离机房时完成的。依据治疗计划，放射源驻留相应的时长，之后通过套管返回后装机内。
在放射源治疗结束后，小心地将施源器移出体内。一般情况下，近距离治疗结束后，患者会很快恢复，近距离治疗通常以门诊的形式进行。

## 放射源
近距离治疗常用的放射源（放射性核素）：
| 放射性核素     | 类型         | 半衰期   | 能量                   |
| -------------- | ------------ | -------- | ---------------------- |
| 铯-137 (137Cs) | γ-射线       | 30.17 年 | 0.662 MeV              |
| 钴-60 (60Co)   | γ-射线       | 5.26 年  | 1.17, 1.33 MeV         |
| 铱-192 (192Ir) | β--particles | 74.0 天  | 0.38 MeV (均值)        |
| 碘-125 (125I)  | γ-射线       | 59.6 天  | 27.4, 31.4 和 35.5 keV |
| 钯-103 (103Pd) | γ-射线       | 17.0 天  | 21 keV (均值)          |
| 钌-106 (106Ru) | β--粒子      | 1.02 年  | 3.54 MeV               |

## 电子近距离治疗
电子近距离治疗使用小型低能量X射线管源，将其放置于身体或肿瘤腔内预先定位好的施源器中，实现快速靶区组织高剂量治疗，同时保持对远端非靶区组织的低剂量。

## 扩展阅读
- 外照射放射治疗（External beam radiotherapy）
- 前列腺近距离治疗（Prostate brachytherapy）
- 靶向术中放疗（TARGIT）